# Dragoljub Savić
Dragoljub Savić (serbisch-kyrillisch Драгољуб Савић; * 25. April 2001 in Novi Sad) ist ein serbischer Fußballspieler.

## Karriere

### Verein
Savić begann seine Karriere beim FK Vojvodina. Im April 2019 stand er gegen den FK Radnik Surdulica erstmals im Kader der Profis von Vojvodina. Sein Debüt für diese in der SuperLiga gab er im Mai 2019, als er am 36. Spieltag der Saison 2018/19 gegen den FK Partizan Belgrad in der 67. Minute für Aranđel Stojković eingewechselt wurde. Dies blieb sein einziger Einsatz für Vojvodina.
Zur Saison 2019/20 wechselte er nach Österreich zu den drittklassigen Amateuren des SK Rapid Wien. Im August 2019 spielte er gegen den FCM Traiskirchen erstmals in der Regionalliga. Sein erstes Tor erzielte er im selben Monat gegen die Amateure des FC Admira Wacker Mödling.
Im September 2019 stand er gegen den TSV Hartberg erstmals im Profikader. Im Juni 2020 debütierte er schließlich in der Bundesliga, als er am 28. Spieltag gegen Hartberg in der 62. Minute für Christoph Knasmüllner eingewechselt wurde. Im April 2022 erzielte er in seinem dritten Bundesligaspiel beim 2:1-Heimsieg über den Wolfsberger AC in der 81. Minute sein erstes Bundesligator, welches auch gleichzeitig das Siegtor Rapids war. Er wurde kurz vorher in der 79. Spielminute für Yusuf Demir ins Spiel gebracht. Im April 2022 verlängerte er seinen Vertrag in Wien bis Juni 2025. Insgesamt kam er für Rapid zu acht Bundesligaeinsätzen.
Im Juli 2023 wechselte Savić nach Lettland zum FK RFS.

### Nationalmannschaft
Savić spielte im Oktober 2017 gegen Gibraltar erstmals für die serbische U-17-Auswahl. Mit dieser nahm er 2018 an der EM teil, bei der Serbien punktelos in der Gruppenphase ausschied. Savić kam in allen drei Spielen der Serben zum Einsatz.
Zwischen 2018 und 2019 spielte er zweimal für die U-18-Mannschaft. Im September 2019 debütierte er gegen Israel für die U-19-Auswahl. In jenem Spiel, das Serbien mit 3:0 gewann, erzielte er auch sein erstes Tor für die U-19.